# Werewolf (serie de televisión)
Werewolf es una serie televisiva de terror estadounidense, y uno de los shows originales en la cadena de difusión de Fox network durante su temporada inaugural de 1987–1988.
En la serie se narran las aventuras de Eric Cord (John J. York), un estudiante transformado en un hombre lobo que emprende una búsqueda para librarse de su maldición matando al creador aparente de su «linaje» (en inglés, bloodline), un vagabundo llamado Janos Skorzeny (interpretado por Chuck Connors en su último rol para la televisión). Mientras persigue a Skorzeny, Cord es perseguido a su vez por el tenaz cazarrecompensas "Alamo" Joe Rogan (Lance LeGault). Más tarde, Cord descubre que Nicholas Remy (Brian Thompson) es el verdadero creador de la línea de sangre, iniciando una nueva persecución.
La serie transmitió un piloto de dos horas y 28 episodios de media hora antes de ser cancelada en 1988. En el Reino Unido fue emitida por Sky One de 1989 a 1990.

## Sinopsis
Eric Cord es un universitario cuya sencilla vida llega a su fin una noche en la que su compañero Ted le entrega una pistola cargada con balas de plata. Ted, un hombre lobo que ha estado matando gente, pide a Eric que lo mate porque ve esto como su única salida. Un pentagrama rojo en la palma derecha de Ted es el signo de que la transformación está a punto de ocurrir. Ante la incredulidad de Eric, Ted decide probarle la situación en que se encuentra: le pide que lo ate a una silla y que espere hasta la medianoche, momento en el que o se convencerá por sí mismo o podrá pedir ayuda profesional. A medianoche Ted se transforma en un hombre lobo, obligando a su amigo a disparar y matarlo pero no sin antes arreglárselas para morderle. Poco después Eric descubre una estrella de cinco puntas en su palma, e iniciará su propia transformación en un hombre lobo de más de dos metros de altura. 
Culpado del asesinato de su amigo, Eric Cord se convierte en un fugitivo y pasa el resto de la serie en una misión para encontrar y matar al creador de su Línea de Sangre, el misterioso Janos Skorzeny, en un intento por romper su maldición.
La serie era similar en tono y fórmula a series como El fugitivo y  El increíble Hulk, pero logra un toque contemporáneo mezclando rock con música de suspenso en la banda sonora . Eric vaga de un sitio a otro haciendo autostop, tomando trabajos ocasionales y haciendo amistad con varios personajes cuyos caminos se cruzan con el suyo, antes de ser transformado invariablemente por la maldición del hombre lobo, justo a tiempo para salvar a sus nuevos amigos de las garras de algún malhechor. Aunque Eric parecía no tener ningún control sobre sus acciones en forma de hombre lobo y no retener por lo general ningún recuerdo de lo ocurrido en su estado bestial, parecía cazar y atacar casi exclusivamente a los villanos, sin atacar o matar a un inocente.
A medida que avanzaba la serie se insinuó que este autocontrol se iría erosionando lentamente, como de hecho le había advertido Ted que sucedería, amenazando con destruir la conciencia de Eric, si él no rompía la maldición pronto.
Cerca del final de la emisión de la serie se reveló que el creador de la Línea de Sangre de Cord no era, de hecho, el maligno Janos Skorzeny, sino más bien un hombre lobo todavía más poderoso y malvado llamado Nicholas Remy (interpretado por Brian Thompson).  La serie terminó antes de que Eric pudiera librarse de su maldición.
Las técnicas de efectos especiales utilizadas en la producción fueron consideradas de primera clase y muy impresionantes para la época, específicamente las secuencias de transformación en que, por ejemplo, la cicatriz en forma de estrella de cinco puntas en la mano derecha de Eric se levantaba, engrosaba y comenzaba a crecer de forma tridimensional y a sangrar.

### Sustitución de Skorzeny
Según el editor de guiones Allan Cole, después de que la serie hubiera comenzado la producción, Chuck Connors quiso renegociar su contrato por más dinero. Se escribieron varios episodios para poder rodarlos y presentar al personaje de Skorzeny, pero sin contar con Connors, utilizando sólo las escenas con Skorzeny en forma de hombre lobo, además de un doble de cuerpo humano sin diálogo. El creador de la serie Frank Lupo pidió a Cole y Chris Bunch que mataran a Skorzeny en "Para soñar con los lobos". Según Cole, Connors aceptó regresar para grabar su final.
El guion fue escrito originalmente como una historia de tres partes con Connors en las dos primeras, pero dos días antes de la grabación, Cole y Bunch fueron informados de que Connors no participaría. 
Los dos primeros episodios se compactaron en uno solo, todo el nuevo diálogo de Skorzeny fue cortado (las escenas de flashback del joven Skorzeny, interpretadas por un actor diferente), y la parte de Skorzeny fue reescrita para mostrar el cobarde (y silencioso) postramiento ante Remy. En la lucha final entre Eric y Skorzeny, Eric causa cicatrices a su enemigo con ácido y luego lo electrocuta, permitiendo al doble de cuerpo de forma humana de Connors interpretar la escena de la muerte mostrándolo desfigurado.

## Características

### Rasgos
Los hombres lobo mostrados en la serie son inmunes a los efectos del envejecimiento o la enfermedad, con excepción de Skorzeny. Aunque al parecer Skorzeny era joven cuando fue mordido por Nicolas Remy en el siglo XIX, como se muestra en un flashback, en 1987 parecía haber superado la sesentena. Nicolas Remy le explicó a Eric Card que Skorzeny estaba muriendo lentamente de una «enfermedad provocada por su propia maldad", que lo iría matando por dentro.  Nicolas Remy tenía más de dos mil años de antigüedad, pero aparentaba ser un hombre a finales de los 30 salvo por un mechón canoso cerca de su sien derecha. Su pareja y compañera Dianne, parecía estar a finales de sus veinte años a pesar de haber sido mordida por Remy en la Segunda Guerra Mundial. Dianne era una prisionera judía en campo de concentración que los nazis tenían adaptado como un teatro. Remy era un oficial de la SS cuando escuchó su actuación y decidió convertirla, como se muestra en un breve flashback.
Los hombres lobo de la serie eran vulnerables en su forma humana y podían ser heridos o “muertos” por armas ordinarias, pero sin efectos permanentes. En el episodio titulado "Un mundo de diferencia", Eric es “muerto” a tiros en forma humana (estaba comenzando a sufrir el cambio), sólo para resucitar en la morgue al cambiar a su forma de hombre lobo al atardecer. En otro episodio, "Pesadilla en el Hotel de Braine", Eric conoce a un hombre lobo llamado Servan que le cuenta una historia en la que había sido ejecutado en la horca en su forma humana. Servan parecía enormemente divertido al recordar las caras que pusieron sus verdugos en cuanto lo vieron saltar de la mesa del enterrador cuando se transformó al atardecer y regresó de la muerte. Otro hombre lobo, un vagabundo llamado Hank que apareció en el episodio "Rey de la carretera", muere en forma humana cuando le cortan la garganta sólo para resucitar en forma de hombre lobo en cuanto cae la noche
Esta capacidad es una reminiscencia del personaje "Eddie Quist" en Aullido, quien muere por la policía durante el comienzo de su transformación en el cine para adultos, sólo para volver a la vida más tarde mediante la transformación en la morgue.
Los hombres lobo se transforman en grandes criaturas bípedas del tamaño de un oso con largos brazos simiescos que les permiten correr tanto en cuatro patas como en dos. El proceso de transformación de todos los hombres lobo consiste en el crecimiento de colmillos, garras y pelo, a excepción de Skorzeny, que rasga la piel de su cara para revelar la forma de hombre lobo desde el interior. En sus formas humanas carecen de las tradicionales marcas distintivas, tales como las cejas que se unen sobre el puente de la nariz o el pelo en las palmas de las manos. Asimismo, tampoco llegó a explorarse nunca el tema de si los hombres lobo podrían reproducirse sexualmente en sus cuerpos humanos.
Aunque los hombres lobo se recuperan completamente de las heridas hechas por armas, siempre y cuando no sean de o contengan plata, la serie nunca exploró si los hombres lobo podrían regenerar miembros perdidos. Skorzeny, quien llevaba un parche sobre su ojo izquierdo, parecía regenerarlo cuando pasaba a adoptar su forma de hombre lobo. Pero cuando regresaba a su forma humana, una vez más llevaba el parche en el ojo. Nunca se explicó por qué fue, o si perdió el uso del ojo o el ojo mismo cuando estaba en forma humana.
Los hombres lobo de la serie no se transforman durante la luna llena. La estrella de cinco puntas en su palma era la única señal que indicaba la aproximación del cambio. En el episodio piloto el compañero de Eric, Ted, afirmó que su cambio era muy aleatorio, y que no había discernido ningún patrón para cuándo o cuántas veces se produciría el cambio. Hombres lobo más viejos como Skorzeny y Remy tenían la capacidad de inducir el cambio sin la aparición de la estrella de cinco puntas, a diferencia de Eric, que parecía estar a merced del ciclo de la maldición. En el episodio "Para soñar con lobos", Remy también mostró la capacidad de cambiar partes del cuerpo a voluntad, como se muestra cuando se volvió su brazo derecho en su forma de hombre lobo para matar a Dianne por desobedecer su orden de matar a Eric. Remy también parecía tener una forma de control psíquico sobre los de su linaje: en "Para soñar con lobos" jugaba telepáticamente con Eric, obligándolo a presionar un puñal de plata contra su propia garganta hasta hacerlo sangrar.

### Para volverse Hombre Lobo
Mientras que la mordedura de hombre lobo se puede considerar la forma “estándar” de pasar la maldición de una persona a otra persona, la transfusión de sangre parecía ser también un medio efectivo, como se mostró en el episodio "Big Daddy". Los talismanes místicos, ungüentos o maleficios no parecían tener lugar en la serie. Nunca se sugirió que la maldición fuese hereditaria.

### Vulnerabilidades
Los licántropos tenían solamente tres debilidades conocidas que fueran mencionadas en la serie: cualquier arma hecha de plata, ser asesinado por otro hombre lobo, o suicidarse.

### Líneas de Sangre
Eric conoce de otras Líneas de Sangre a través de Lobo Gris en el episodio del mismo nombre. Se desconoce si es una lista completa o solo las líneas que él conocía.
- Nicholas Remy
  - Janos Skorzeny
    - Ted Nichols
      - Eric Cord
- Yuzora
  - Gray Wolf
- Blackfoot
- Blackwolf
- Mather
- Pilatzi
- Mendez
- Kadar
- Howard

## Episodios
- 1. Hombre Lobo- 11 de julio de 1987

Piloto: Eric es atacado por su mejor amigo, que es un hombre lobo. Ahora afligido con la maldición, Eric debe localizar al creador de su línea de sangre con el fin de librarse de su nuevo alter ego, evitando al mismo tiempo al cazador de recompensas que ha sido enviado tras él.
- 2. Turno Nocturno- 18 de julio de 1987

Después de perder a Skorzeny en un astillero, Eric es atacado por un par de marineros que buscan cobrar la recompensa por su cabeza.
- 3. El niño que gritaba Lobo- 25 de julio de 1987

Herido por Rogan, Eric busca refugio en la casa del árbol de un niño, y pronto entra en conflicto con el novio maltratador de la madre.
- 4. El Barco Negro- 1 de agosto de 1987

Eric es capturado por un viejo amigo de Skorzeny  y debe encontrar una manera de escapar antes de que Skorzeny venga a por él.
- 5. Espectro del Lobo- 8 de agosto de 1987

Eric consulta al Dr. DeGoethels, un respetado estudioso de la tradición del hombre lobo, para que lo ayude en la búsqueda de una cura.
- 6. El lobo que pensaba que era un hombre- 15 de agosto de 1987

Mientras recorre el camino, Eric se encuentra con un cazador que lleva demasiado lejos la frase "caza como un lobo".
- 7. Nada Mal en estos bosques- 29 de agosto de 1987

Perdido en el bosque, Eric encuentra a una bruja local que afirma tener el poder de librarlo de su maldición.
- 8. Correr con el paquete- 5 de septiembre de 1987

Trabajando en un pequeño restaurante a fin de mes, Eric obtiene más de lo que esperaba cuando una pandilla de feroces motociclistas pasan por la ciudad.
- 9. Cielo amigable- 26 de septiembre de 1987

Eric se refugia en la casa de una anciana cuando es perseguido por Skorzeny.
- 10. Cacemos- 3 de octubre de 1987

Siguiendo los informes de un puma salvaje, Eric se refugia en un monasterio donde pronto se entera de que algunas de los miembros oran de una manera diferente en la noche.
- 11. Un mundo de diferencia (Parte 1)- 10 de octubre de 1987

Rogan encuentra a Eric encerrado en una pequeña ciudad, pero cuando su prisionero se transforma en un hombre lobo y se escapa, el cazador de recompensas descubre que no es rival para las habilidades de caza del lobo.
- 12. Un mundo de diferencia (Parte 2)- 17 de octubre de 1987

Mientras se encuentra en el hospital recuperándose del ataque del hombre lobo, Rogan reflexiona sobre cómo hacer frente a su dilema. Las cosas toman un giro inesperado cuando se entera de que Eric no ha muerto después de todo.
- 13. El Unicornio- 25 de octubre de 1987

Eric es secuestrado por un proxeneta cuando salva a una de sus chicas de una brutal paliza. Mientras tanto, Rogan encuentra el rastro de Eric, sin darse cuenta de que en realidad esta más cerca de encontrar Skorzeny.
- 14. La Noche de Todos los Santos- 31 de octubre de 1987

Eric se escabulle en una casa abandonada en la noche de Halloween con el fin de encerrarse a sí mismo antes del cambio, sin darse cuenta de que la casa no está realmente abandonada.
- 15. Sangre en las vías- 1 de noviembre de 1987

Eric consigue un trabajo en los ferrocarriles y se encuentra con uno de sus héroes de la infancia, un ex campeón de peso pesado con algunos demonios propios.
- 16. Pesadilla en el Hotel Braine- 8 de noviembre de 1987

Eric se cruza con un asesino y un siniestro gerente de hotel.
- 17. Cacería- 15 de noviembre de 1987

Eric y un lobo forman un lazo de amistad en la naturaleza, pero un ranchero está decidido a cazarlos con balas de plata gracias a la visita de Rogan.
- 18. Lazos de Sangre- 22 de noviembre de 1987

Trabajando como jardinero en una residencia de clase alta, Eric debe limpiar su nombre cuando es acusado de asesinato.
- 19. Big Daddy- 29 de noviembre de 1987

Cuando un policía estatal lo lleva por la fuerza a la casa de Big Daddy Frasier, Eric se entera de que Big Daddy tiene una idea de lo que él puede hacer para ayudarlo a curarse del cáncer.
- 20. El Ojo de la Tormenta- 6 de diciembre de 1987

Eric se encuentra metido en un misterioso asesinato en el Simms. Convence a los otros inquilinos a trabajar juntos con el fin de encontrar al culpable, pero sus planes cambian cuando él cambia.
- 21. Pesadilla en Azul- 17 de enero de 1988

El largo brazo de la ley se encuentra con Eric cuando él está en su momento más vulnerable. Para empeorar las cosas, Rogan está aún más cerca.
- 22. Skinwalker- 24 de enero de 1988

Eric se entera de que la leyenda india del Skin-walker es cierta, y que depende de él detener el derramamiento de sangre.
- 23. Rey del Camino- 17 de febrero de 1988

Mientras viaja de polizón en un tren, Eric entra en conflicto con un grupo de viajeros sin hogar, que intentan escapar de un "Destripador" que ha estado cazando vagabundos en su pequeña ciudad natal.
- 24. Chica Material- 14 de febrero de 1988

Eric persigue a Skorzeny en un centro comercial después de la hora de cierre. Cuando conoce a una chica que vive allí, todo indica que ha estado persiguiendo a Skorzeny todo el tiempo...
- 25. Para soñar con lobos (Parte 1)- 21 de febrero de 1988

Eric finalmente sigue la pista de Skorzeny, pero se entera de que, contrariamente a lo que creía, su antiguo enemigo no es el originador de su línea de sangre.
- 26. Para soñar con lobos (Parte 2)- 14 de febrero de 1988

Eric irrumpe en la casa de Nicolás Remy y se entera de que es a él a quien tiene que destruir con el fin de librarse de su maldición.
- 27. Suerte Ciega- 6 de marzo de 1988

Trabajando en una feria ambulante, Eric entra en conflicto con un grupo de estafadores que se aprovechan de las mujeres ciegas.
- 28. Lobo Gris- 13 de marzo de 1988

Mientras es perseguido por Rogan, Eric se encuentra con un viejo hombre lobo de otro linaje. Juntos podrían derrotar a Remy, pero solo si Eric puede mantener al hombre de su lado.
- 29. Amazing Grace- 22 de mayo de 1988

Eric salva a una anciana que ama contar historias de dos matones. Pronto ella es puesta en una institución mental y Eric trata de rescatarla.

## En otros medios
En julio de 1988, Blackthorne Publishing publicó un cómic de 6 números basado en esta serie.

## Retransmisiones
De 2007 a 2009, Chiller emitió reposiciones de la serie, estrenándola con un maratón el 6 de junio de 2007.

## Lanzamiento en DVD
El Hombre Lobo: La Serie Completa iba a ser lanzada en DVD por Shout! Factory el 6 de octubre de 2009, pero después el DVD fue retrasado dos semanas, hasta el 20 de octubre de 2009, para incluir características especiales. El lanzamiento fue cancelado eventual debido a un problema de la licencia de la música concerniente a 3 canciones. Como resultado, no existe ninguna versión oficial de DVD.
El episodio piloto de 2 horas fue lanzado en el Reino Unido en formato PAL VHS por Entertainment in Video.